# Liktandad dvärgmussla
Liktandad dvärgmussla (Crenella decussata) är en musselart som först beskrevs av Montagu 1808.  Liktandad dvärgmussla ingår i släktet Crenella och familjen blåmusslor. Enligt den svenska rödlistan är arten otillräckligt studerad i Sverige. Arten förekommer i Götaland. Artens livsmiljö är havet. Inga underarter finns listade i Catalogue of Life.